# الطماعون (مسلسل)
الطماعون، مسلسل كويتي أنتج وعرض في عام 1989، قام بتأليفه محمد جابر وأعد المعالجة الدرامية له علي المفيدي، وأخرجه صلاح العوري.

## قصة المسلسل
تدور أحداث العمل بعد وفاة والد «سلمان» التاجر المعروف بحب عمل الخير، وبالوقت الذي يحزن عليه أهل المدينة يظهر طمع أخيه «طعمار» وقائد الشرطة «طباق» والتاجر «ترياق» بأموال أبو سلمان، فيقومون بمساعدة من «ناجي» بتزوير أختام أبو سلمان وتزوير أوراق تنقل جميع أملاكه إليهم، وعند رفض سلمان لهذا يبدرون له مكيدة كي يتخلصوا منه، فيرمونه بالبحر، إلا إنه نجى ووصل إلى جزيرة وهناك يخوض عدة مغامرات حتى استطاع العودة مرة أخرى إلى مدينة واستعاده حقه.

## الفنانون المشاركون
- خالد العبيد .. في دور قائد الشرطة طباق.
- علي المفيدي .. في دور طعمار.
- جاسم النبهان .. في دور ترياق.
- إبراهيم الحربي .. في دور سلمان.
- عائشة إبراهيم .. في دور أم صقر.
- محمد المنيع .. في دور العم مبارك.
- سحر حسين.. في دور ورد الزعفران
- حسين المفيدي .. في دور صقر.
- منى عيسى .. في دور انشراح.
- امبيريك .. في دور ناجي.
- سمير القلاف .. في دور قرقاشة.
- جمال الردهان.. في دور شمبار .
- سليمان الياسين.. في دور الضرير .
- خليفة خليفوه .. في دور حلموس ..
- طارق العلي.. في دور نادوس ..
- عبد العزيز المسلم .. في دور خليل.
- علي هادي حسين.
- أحلام حسن.
- علي جمعة.
- أمل عباس .. في دور الجارية مشطوعة.
- محمود سعيد.
- أحمد الهزيم.. في دور الوزير سعيد ..
- يوسف بوهلول..في دور الجندي ..

## وصلات خارجية
- مقدمة المسلسل على يوتيوب